# Metamorfosi (botanica)
La metamorfosi è la trasformazione o il cambiamento cui va soggetto il singolo organo di una pianta (foglia, fiore, ecc.) nelle diverse fasi di vita della pianta stessa.
La metamorfosi può essere progressiva o regressiva, a seconda che l'organo abbia un grado superiore o inferiore di sviluppo.

## Studi
Un importante contributo nello studio di questi mutamenti è venuto verso la fine del XVIII secolo dalla Metamorfosi delle piante di Goethe, col quale costui mostrò la natura sostanzialmente omologa delle varie fasi di vita di una stessa pianta, la comune origine delle sue componenti, ed anche la somiglianza fra elementi appartenenti a piante diverse.